# Anna K.
Anna K., vlastním jménem Lucianna Krecarová (* 4. ledna 1965 Vrchlabí), je česká zpěvačka, skladatelka a herečka.

## Rodina, vzdělání
Narodila se v krkonošském Vrchlabí, vyrůstala u své babičky v nedalekém Špindlerově Mlýně a na Vrbatově boudě. Před odchodem do Prahy závodně lyžovala za lyžařský oddíl TJ Slovan Špindlerův Mlýn. V době její školní docházky do třetí třídy se rodina přestěhovala do Prahy a Lucianna přestoupila na jazykovou základní školu v Ostrovní ulici. Později vystudovala konzervatoř. Otec pracoval jako barman v Redutě a matka v jedné restauraci.
27 let byl jejím partnerem kytarista Tomáš Vartecký, známý ze skupin Wanastowi Vjecy a  K25A.

## Onemocnění
Okolo roku 2010 podstoupila léčbu rakoviny prsu, svůj boj s rakovinou prozatím vyhrála. Byla aktivní i v kampani proti rakovině prsu prevencí (roční prohlídky jako prevence). V roce 2017 jí opět byly objeveny zhoubné nádory prsu a Anna K. podstoupila roční úspěšnou léčbu.

## Umělecká dráha
Do povědomí českého publika se uvedla již v osmi letech rolí Pacholete v muzikálu Jiřího Suchého a Ferdinanda Havlíka Kytice v divadle Semafor, přičemž zde vystupovala také ve hrách Čarodějky nebo Sladký život blázna Vincka. Po vystudování konzervatoře se na stejnou scénu vrátila např. v představeních Na poříčí dítě křičí (1986), Vetešník (1987), Výhybka (1989), Hej rup aneb Peklo nebude, ráj se vrací (1990), Nižní Novgorod (1992) aj. Malou roli dostala i v televizním filmu Jiřího Suchého Jonáš, Melicharová a pavilon (1990). Již dříve hrála též v televizním seriálu Malý pitaval z velkého města, a sice v epizodě Kasař epizodní roli dívky v čistírně.
Díky svému angažmá v divadle Semafor se objevila na některých deskách s divadelními záznamy (např. 3 LP Divadlo Semafor 1970–1985). Její první sólová deska Já nezapomínám (jejíž titulní duet nazpívala s Láďou Křížkem) měla velký komerční úspěch (prodalo se jí 20 000 kusů).
Na desce Amulet se autorsky podíleli P.B.CH (Wanastowi Vjecy), Oskar Petr a na některých písních se spolupodílela i Anna K. Pro natáčení desky si Anna K. vybrala muzikanty jako je třeba – David Koller z kapely Lucie, Bradley Stratton z kapely Cirkus Praha a další.
Nebe, v pořadí třetí deska Anny K. a stejnojmenný hit, znamenala podstatnou změnu pro hudební vývoj zpěvačky. Album natočené poprvé vlastní kapelou získalo tři nominace v hudebních cenách Anděl. Od Akademie si Anna K. nakonec v roce 1999 odnesla sošku Anděla v kategorii Zpěvačka roku a dalšího Anděla za píseň Nebe. Píseň byla věnovaná Romům a jejich masové emigraci do Kanady v roce 1997. Později k ní byl ale natočen videoklip věnovaný Pavlu Tauberovi, letci RAF. V produkci Jana P. Muchowa se na desce autorsky podíleli Tomáš Vartecký (Kurtizány z 25. avenue) a Filip Horáček (Prohrála v kartách).
V roce 2004 získává cenu Anděl za Nejlepší obal k albu Noc na zemi.
O rok později dostává další sošku Anděla v kategorii Videoklip roku za klip k písničce Cukr (režie Jakub Kohák)
Pravidelně se objevuje v nominaci čtenářské ankety Žebřík časopisu Report, kde byla čtenáři zvolena Zpěvačkou roku v roce 2011, 2012 a 13.
V roce 2013 se vydala na své první akustické turné, které mělo u fanoušků obrovský úspěch a proto se Anna K. rozhodla na jaře roku 2014 pokračovat dalšími koncerty. Po ukončení turné vydala Anna K. dvojalbum CD a DVD live s názvem Anna K.: Poprvé akusticky.
V roce 2016 se zúčastnila taneční soutěže StarDance, kde tančila s Markem Hrstkou.

## Diskografie

### Já nezapomínám
(Datum vydání: 1993, vydavatelství: Popron music)
1. Chci mít
2. Láska
3. Já nezapomínám
4. To mi nedělej
5. Řekni
6. Brouzdáme se rosou
7. Nevěrná
8. Hledám tvoje stopy
9. Na křídlech noci
10. Za tou zdí

### Amulet
(Datum vydání: 1995, vydavatelství: B&M Music)
1. Odchod – lachout
2. Píseň k nebi přibitá
3. Kousek mýho já
4. Tma ve zdi
5. Shakey Ground
6. Prach a vůně
7. Černý kůň
8. Šetři s tím
9. Nana
10. Noční labuť

### Nebe
(Datum vydání: 1999, vydavatelství: B&M Music)
1. Voči
2. Nebe
3. Den jako den
4. Nelítám nízko
5. Chvíli nad vodou
6. Kraj
7. Nejsou a nebudou
8. Vlci
9. Neviditelný
10. Na shledanou
11. Vzácnej den

### Stačí, když se díváš...
(Datum vydání: 2001, vydavatelství: B&M Music)
1. Najednou
2. Stačí, když se díváš...
3. To se maličkejm stává
4. Večírek za koncem
5. Zavírám oči
6. Noc
7. Před jinou
8. Pode mnou
9. Město
10. Jediná
11. A25K (bonus)

### Noc na zemi
(Datum vydání: 2005, vydavatelství: Universal Music)
1. Slovo úvodem
2. Pohádka
3. Jedem krajinou
4. Noc na zemi
5. Lehce nevinná
6. Cukr
7. 7
8. O kousek vedle tebe
9. Divoká
10. Kruh
11. Poslední štěstí
12. Šestý smysl

### Večernice
(Datum vydání: 2006, vydavatelství: Universal Music)
1. Spojený království smutku a radostí
2. Chci jít domů
3. Na první nádech
4. Večernice
5. 667
6. Pod prahem
7. Snad
8. O vráně rozbitý
9. Příští stanice
10. Děti květin

### Best of 93–07
(Datum vydání: 2007, vydavatelství: Universal Music)
1. Láska 2.0
2. Nebe
3. Nelítám nízko
4. Noc na zemi
5. Šestý smysl
6. Pohádka
7. O kousek vedle tebe
8. Chvíli nad vodou
9. Spojený království smutku a radostí
10. Večernice
11. Jedem krajinou
12. Večírek za koncem
13. Snad
14. Zavírám oči
15. Stačí, když se díváš
16. Šetři s tím
17. Kousek mýho já
18. Vzácnej den
19. Láska
20. Shakey Ground (bonus)

### Relativní čas
(Datum vydání: 2011, vydavatelství: Universal Music)
1. Holka modrooká
2. Mezi kostmi
3. Velký srdce
4. V krabičkách
5. Moudřejší než noc
6. Luciana
7. Mládě netopýra
8. Píseň o slzách
9. Tamaryšek
10. Kozoroh a rak

### Světlo
(Datum vydání: 2017, vydavatelství: Brainzone)
1. Vždycky se budeme znát
2. Co mi za to dáš
3. Až mě zachráníš
4. Po dvou vteřinách
5. Milá
6. Děti krásy
7. Nebezpečná
8. V malinách
9. Pyramida boha slunce
10. Prokřehlá
11. Bonus: Hold a Little Place

### Údolí včel
(Datum vydání: 2023, vydavatelství: Brainzone)
1. Intro
2. Údolí včel
3. Černý tulipán
4. Na malou chvíli
5. Normální není vůbec nic
6. Kovboj
7. Apollo 11
8. Ať to nikdy neskončí
9. O Tobě i o mně
10. Na vločce

## Ocenění
Ceny Anděl – vítězství
- 1999: Zpěvačka
- 1999: Skladba roku, Nebe
- 2004: Nejlepší obal, Noc na zemi
- 2005: Videoklip roku, Cukr
- 2006: Zpěvačka
- 2006: Nejlepší obal, Večernice
- 2023: Skladba roku, Údolí včel

Ceny Žebřík
- 1999: 3. místo – Překvapení

- 1999–2001: 2. místo – Zpěvačka
- 2002: 3. místo – Zpěvačka
- 2004: 3. místo – Zpěvačka
- 2005: 3. místo – Videoklip roku, Cukr
- 2005–2006: 3. místo – Zpěvačka
- 2007: 2. místo – Zpěvačka
- 2011: 2. místo – Album, Relativní čas
- 2011–2013: 1. místo – Zpěvačka
- 2017: 1. místo – Zpěvačka
- 2018: 2. místo – Zpěvačka
- 2019–2020: 1. místo – Zpěvačka
- 2020: 2. místo – Skladba roku, Na malou chvíli
- 2022: 2. místo – Skladba roku, O tobě i o mně